# نبیل باها
نبیل باها (انگلیسی: Nabil Baha؛ زادهٔ ۱۲ اوت ۱۹۸۱) بازیکن فوتبال اهل مراکش بود.
از باشگاه‌هایی که در آن بازی کرده‌است می‌توان به باشگاه فوتبال آ. ا. ک آتن، باشگاه فوتبال مون‌پلیه، باشگاه فوتبال ناوال، باشگاه ورزشی براگا، باشگاه فوتبال دالیان ییفانگ، باشگاه فوتبال سابادل، باشگاه فوتبال الفتح، و باشگاه فوتبال مالاگا اشاره کرد.
وی همچنین در تیم ملی فوتبال مراکش بازی کرده‌است.